# 76e cérémonie des Oscars
La 76e cérémonie des Oscars du cinéma, récompensant les films sortis en 2003 et les professionnels s'étant distingués cette année-là, s'est tenue le 29 février 2004. Le grand vainqueur de cette soirée, présentée par l'acteur Billy Crystal, est Le Seigneur des anneaux : Le Retour du roi de Peter Jackson qui a reçu autant de récompenses que de nominations, soit 11.

## Palmarès
Les lauréats sont indiqués ci-dessous en premier de chaque catégorie et en gras.

### Meilleur film
Cet Oscar n'est remis qu'aux producteurs.
- Le Seigneur des anneaux : Le Retour du roi — Barrie M. Osborne, Peter Jackson et Fran Walsh
  - Lost in Translation — Ross Katz et Sofia Coppola
  - Master and Commander : De l'autre côté du monde — Samuel Goldwyn Jr., Peter Weir et Duncan Henderson
  - Mystic River — Robert Lorenz, Judie G. Hoyt et Clint Eastwood
  - Pur Sang, la légende de Seabiscuit — Kathleen Kennedy, Frank Marshall et Gary Ross

### Meilleur réalisateur
- Peter Jackson pour Le Seigneur des anneaux : Le Retour du roi
  - Sofia Coppola pour Lost in Translation
  - Clint Eastwood pour Mystic River
  - Fernando Meirelles pour La Cité de Dieu
  - Peter Weir pour Master and Commander : De l'autre côté du monde (Master and Commander: The Far Side of the World)

### Meilleur acteur
- Sean Penn pour le rôle de Jimmy Markum dans Mystic River
  - Johnny Depp pour le rôle du capitaine Jack Sparrow dans Pirates des Caraïbes, la malédiction du Black Pearl (Pirates of the Caribbean: The Curse of the Black Pearl)
  - Ben Kingsley pour le rôle de Behrani dans House of Sand and Fog
  - Jude Law pour le rôle de Inman dans Retour à Cold Mountain (Cold Mountain)
  - Bill Murray pour le rôle de Bob Harris dans Lost in Translation

### Meilleure actrice
- Charlize Theron pour le rôle de Aileen Wuornos dans Monster
  - Keisha Castle-Hughes pour le rôle de Paikea "Paï" Apirana dans Paï
  - Diane Keaton pour le rôle de Erica Jane Berry dans Tout peut arriver
  - Samantha Morton pour le rôle de Sarah Sullivan dans In America
  - Naomi Watts pour le rôle de Cristina Williams-Peck dans 21 Grammes

### Meilleur acteur dans un second rôle
- Tim Robbins pour le rôle de Dave Boyle dans Mystic River
  - Alec Baldwin pour le rôle de Shelly Kaplow dans Lady Chance
  - Benicio del Toro pour le rôle de Jack Jordan dans 21 Grammes
  - Djimon Hounsou pour le rôle de Mateo dans In America
  - Ken Watanabe pour le rôle de Katsumoto dans Le Dernier Samouraï

### Meilleure actrice dans un second rôle
- Renée Zellweger pour le rôle de Ruby Thewes dans Retour à Cold Mountain
  - Shohreh Aghdashloo pour le rôle de Nadereh Behrani dans House of Sand and Fog
  - Patricia Clarkson pour le rôle de Joy Burns dans Pieces of April
  - Marcia Gay Harden pour le rôle de Celeste Boyle dans Mystic River
  - Holly Hunter pour le rôle de Melanie Freeland dans Thirteen

### Meilleur film d'animation
- Le Monde de Nemo
  - Frère des ours
  - Les Triplettes de Belleville

### Meilleur scénario original
- Lost in Translation — Sofia Coppola
  - Les Invasions barbares — Denys Arcand
  - Dirty Pretty Things — Steven Knight
  - Le Monde de Nemo — Andrew Stanton, Bob Peterson et David Reynolds
  - In America — Jim Sheridan, Naomi Sheridan & Kirsten Sheridan

### Meilleur scénario adapté
- Le Seigneur des anneaux : Le Retour du roi — Fran Walsh, Philippa Boyens et Peter Jackson
  - American Splendor — Shari Springer Berman et Robert Pulcini
  - La Cité de Dieu — Bráulio Mantovani
  - Mystic River — Brian Helgeland
  - Pur Sang, la légende de Seabiscuit — Gary Ross

### Meilleur film en langue étrangère
- Les Invasions barbares  de Denys Arcand •  Canada
  - Ondskan de Mikael Håfström •  Suède
  - Le Samouraï du crépuscule (The Twilight Samurai ou Tasogare Seibei (たそがれ清兵衛?)) de Yōji Yamada •  Japon
  - De tweeling de Ben Sombogaart •  Pays-Bas
  - Želary de Ondřej Trojan •  République tchèque

### Meilleure photographie
- Russell Boyd pour Master and Commander : De l'autre côté du monde (Master and Commander: The Far Side of the World)
  - César Charlone pour La Cité de Dieu
  - John Seale pour Retour à Cold Mountain
  - Eduardo Serra pour La Jeune Fille à la perle
  - John Schwartzman (en) pour Pur Sang, la légende de Seabiscuit (Seabiscuit)

### Meilleurs décors
- Le Seigneur des anneaux : Le Retour du roi (The Return of the King) – Grant Major (direction artistique), Dan Hennah et Alan Lee (décors)
  - La Jeune Fille à la perle (Girl with a Pearl Earring) – Ben Van Os (direction artistique), Cecile Heideman (décors)
  - Le Dernier Samouraï (The Last Samurai) – Lilly Kilvert (en) (direction artistique), Gretchen Rau (décors)
  - Master and Commander : De l’autre côté du monde (Master and Commander: The Far Side of the World) – William Sandell (direction artistique), Robert Gould (décors)
  - Pur Sang, la légende de Seabiscuit (Seabiscuit) – Jeannine Oppewall (direction artistique), Leslie Pope (décors)

### Meilleure création de costumes
- Le Seigneur des anneaux : Le Retour du roi (The Return of the King) – Ngila Dickson et Richard Taylor
  - La Jeune Fille à la perle (Girl with a Pearl Earring) – Dien van Straalen
  - Le Dernier Samouraï (The Last Samurai) – Ngila Dickson
  - Master and Commander : De l'autre côté du monde (Master and Commander: The Far Side of the World) – Wendy Stites
  - Pur Sang, la légende de Seabiscuit (Seabiscuit) – Judianna Makovsky

### Meilleur mixage sonore
- Le Seigneur des anneaux : Le Retour du roi (The Lord of the Rings: The Return of the King) – Christopher Boyes, Michael Semanick, Michael Hedges et Hammond Peek
  - Le Dernier Samouraï (The Last Samurai) – Andy Nelson, Anna Behlmer et Jeff Wexler
  - Master and Commander : De l'autre côté du monde (Master and Commander: The Far Side of the World) – Paul Massey, Doug Hemphill et Art Rochester (en)
  - Pirates des Caraïbes : La Malédiction du Black Pearl (Pirates of the Caribbean: The Curse of the Black Pearl) – Christopher Boyes, David E. Campbell, Lee Orloff et David Parker
  - Pur Sang, la légende de Seabiscuit (Seabiscuit) – Andy Nelson, Anna Behlmer et Tod A. Maitland

### Meilleure musique de film
- Le Seigneur des anneaux : Le Retour du roi – Howard Shore
  - Big Fish – Danny Elfman
  - House of Sand and Fog – James Horner
  - Le Monde de Nemo – Thomas Newman
  - Retour à Cold Mountain – Gabriel Yared

### Meilleure chanson originale
- Annie Lennox, Fran Walsh,  Howard Shore pour Le Seigneur des anneaux : Le Retour du roi
  - T-Bone Burnett, Elvis Costello pour Retour à Cold Mountain
  - Sting pour Retour à Cold Mountain
  - Michael McKean, Annette O'Toole pour A Mighty Wind
  - Benoît Charest, Sylvain Chomet pour Les Triplettes de Belleville

### Meilleur maquillage
- Le Seigneur des anneaux : Le Retour du roi (The Lord of the Rings: The Return of the King) – Peter King et Richard Taylor
  - Master and Commander : De l'autre côté du monde (Master and Commander: The Far Side of the World) – Edouard F. Henriques et Yolanda Toussieng
  - Pirates des Caraïbes, la malédiction du Black Pearl (Pirates of the Caribbean: The Curse of the Black Pearl) – Ve Neill et Martin Samuel

### Meilleur montage sonore
- Master and Commander : De l'autre côté du monde (Master and Commander: The Far Side of the World) – Richard King
  - Le Monde de Nemo (Finding Nemo) – Gary Rydstrom, Michael Silvers
  - Pirates des Caraïbes : La Malédiction du Black Pearl (Pirates of the Caribbean: The Curse of the Black Pearl) – Christopher Boyes et George Watters II

### Meilleur montage
- Jamie Selkirk pour Le Seigneur des anneaux : Le Retour du roi
  - Daniel Rezende pour La Cité de Dieu
  - Walter Murch pour Retour à Cold Mountain
  - Lee Smith pour Master and Commander : De l'autre côté du monde (Master and Commander: The Far Side of the World)
  - William Goldenberg pour Pur Sang, la légende de Seabiscuit (Seabiscuit)

### Meilleurs effets visuels
- Le Seigneur des anneaux : Le Retour du roi (The Lord of the Rings: The Return of the King)
  - Master and Commander : De l'autre côté du monde (Master and Commander: The Far Side of the World)
  - Pirates des Caraïbes, la malédiction du Black Pearl (Pirates of the Caribbean: The Curse of the Black Pearl) – John Knoll, Hal T. Hickel, Charles Gibson et Terry D. Frazee

### Meilleur film documentaire
- The Fog of War
  - Balseros
  - Capturing the Friedmans
  - My Architect
  - The Weather Underground

### Meilleur court métrage (prises de vues réelles)
- Two Soldiers
  - (A) Torzija
  - Most
  - Die Rote Jacke
  - Squash

### Meilleur court métrage (documentaire)
- Chernobyl Heart
  - Asylum
  - Ferry Tales

### Meilleur court métrage (animation)
- Harvie Krumpet
  - Boundin
  - Destino
  - Gone Nutty
  - Nibbles (de)

### Oscar d'honneur
- Blake Edwards

### Oscars scientifiques et techniques
Ces oscars furent remis le 14 février 2004. L'intégralité des gagnants est consultable ici (en).
- Trois avancées techniques ont reçu l'Oscar de la contribution technique sous la forme d'un certificat.
- Quatre innovations reçurent l'Oscar scientifique et d'ingénierie sous la forme d'une plaque.
- L'Oscar du mérite pour des avancées basiques mais fondamentales à l'industrie revient à :
  - Digidesign (actuellement Pro Tools) pour le développement des stations audionumériques.
  - Bill Tondreau de Kuper Controls pour le développement des effets visuels.

#### Gordon E. Sawyer Awards
- Peter D. Parks

#### John A. Bonner Medal of Commendation
- Douglas Greenfield

## Statistiques

### Nominations multiples
- 11 : Le Seigneur des anneaux : Le Retour du roi
- 10 : Master and Commander : De l'autre côté du monde
- 7 : Pur Sang, la légende de Seabiscuit
- 6 : Mystic River, Retour à Cold Mountain
- 5 : Pirates des Caraïbes, la malédiction du Black Pearl
- 4 : La Cité de Dieu, Le Dernier Samouraï, Lost in Translation, Le Monde de Nemo
- 3 : House of Sand and Fog, La Jeune Fille à la perle
- 2 : 21 Grammes, Les Invasions barbares, Les Triplettes de Belleville

### Récompenses multiples
- 11 / 11 : Le Seigneur des anneaux : Le Retour du roi
- 2 / 10 : Master and Commander : De l'autre côté du monde
- 2 / 6 : Mystic River

### Les grands perdants
- 1 / 6 : Retour à Cold Mountain
- 1 / 4 : Lost in Translation
- 1 / 4 : Le Monde de Nemo
- 1 / 2 : Les Invasions barbares
- 0 / 7 : Pur Sang, la légende de Seabiscuit
- 0 / 5 : Pirates des Caraïbes, la malédiction du Black Pearl
- 0 / 4 : La Cité de Dieu
- 0 / 4 : Le Dernier Samouraï
- 0 / 3 : House of Sand and Fog
- 0 / 3 : La Jeune Fille à la perle